# 諾伯 (愛爾蘭地名)
諾伯鎮（英語：Nobber），位於愛爾蘭共和國米斯郡的一個鄉鎮，靠近迪伊河（Dee）。

## 歷史
最早搬到諾伯鎮居住的是諾曼人。諾伯（Nobber）的原意是圍繞在諾曼城堡周邊的工事。